# ウエスコ (建設コンサルタント)
株式会社ウエスコは、岡山県岡山市北区に本社を置く西日本地盤の中堅の総合建設コンサルタント会社。スポーツ施設を運営する子会社も持つ。2014年2月に持株会社制に移行し、株式会社ウエスコホールディングスを設立した。

## 沿革
- 1970年（昭和45年）9月1日 - 創業。
- 1970年（昭和45年）9月21日 - 西日本測量設計株式会社設立。
- 1973年（昭和48年）11月 - 西日本建設コンサルタント株式会社に商号変更。
- 1989年（平成元年）4月 - 株式会社ウエスコに商号変更。
- 1993年（平成 5年）3月2日 - 大証2部上場。
- 1999年（平成11年）2月 - ISO 9001を認証取得。
- 2005年（平成17年）7月 - ISO 14001を全社認証取得。
- 2006年（平成18年）8月 - ISO 27001を認証取得。
- 2013年（平成25年）7月16日 - 大証と東証の現物株市場統合に伴い、東証2部に上場。
- 2014年（平成26年）2月3日 - 単独株式移転により持株会社の株式会社ウエスコホールディングスを設立。完全子会社となったウエスコに代わり、ウエスコホールディングスが東証2部に上場[1]。

## 緑資源機構談合事件と処分
- 2008年に緑資源機構発注業務の談合で営業停止命令を受けたことがある[2]。国土交通省が2008年5月26日、緑資源機構が発注した特定林道調査測量設計業務をめぐって、15社が談合を行っていたとし、監督処分を行ったうちの1社である[2]。2008年6月9日から同月23日まで営業停止となった[2]。

## 関連会社
連結子会社
- 株式会社西日本技術コンサルタント（総合建設コンサルタント）
- 株式会社アイコン（総合建設コンサルタント）
- 株式会社オーライズ（総合建設コンサルタント）
- 株式会社NCPサプライ（陽画焼付、図面複写、各種印刷および製本事業）
- 株式会社エヌ・シー・ピー（スポーツ施設運営事業、外食事業） - 広島市西区井口台のフィットネスクラブエイブル広島・岡山などを運営。
- 株式会社アクアメント（水族館事業） - 神戸市立須磨海浜水族園、四国水族館の管理運営